# Нижня (Моркинський район)
Ни́жня (рос. Нижняя, марій. Изи Кушна) — присілок у складі Моркинського району Марій Ел, Росія. Входить до складу Семісолинського сільського поселення.

## Населення
Населення — 290 осіб (2010; 309 у 2002).
Національний склад (станом на 2002 рік):
- лучні марійці — 99 %